# Triaenonychoides breviops
Triaenonychoides breviops is een hooiwagen uit de familie Triaenonychidae.